# Verdienter Künstler der RSFSR

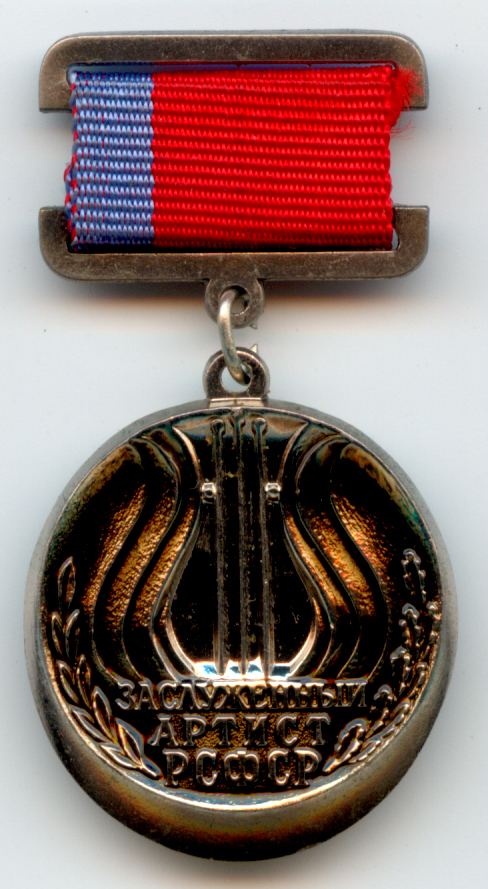
Verdienter Künstler der RSFSR

Der Titel Verdienter Künstler der RSFSR (russisch. Заслуженный артист РСФСР) war ein Ehrentitel, der vom Präsidium des Obersten Sowjets der RSFSR an sowjetische Staatsbürger verliehen wurde. Dieser stellte eine Form der Anerkennung für die Verdienste angesehener Bürger im Kulturwesen der RSFSR dar. Es gab den gleichnamigen Titel wie auch den Titel des Volkskünstlers der RSFSR auch in anderen Sowjetrepubliken wie zum Beispiel den Verdienten Künstler der Ukrainischen SSR. Die Vergabe des Titels erfolgte vom 10. August 1931 bis zum 16. Mai 1992.

## Geschichte des Titels
Von 1919 bis zum Dekret des Obersten Sowjets vom 1931 wurde der Titel „Verdienter Künstler der Republik“ verliehen. Er wurde von den Kollegien der Volkskommissare für Bildung der Republiken, auf Anordnung der Volkskommissare für Bildung, von den Exekutivkomitees der Bezirks- und Bezirksräte vergeben.
Der Titel „Verdienter Künstler der RSFSR“ wurde von 1931 bis Mai 1992 an weithin bekannte Künstler in der UdSSR, Regisseure, Schauspieler, Komponisten, Instrumentalisten, Zirkusdarsteller und Poeten, berühmte Interpreten klassischer, Pop- und Jazzmusik aus der RSFSR und der UdSSR verliehen.
Der nächste Anerkennungsgrad war der Titel „Volkskünstler der RSFSR“ und schließlich der „Volkskünstler der UdSSR“.
Seit dem 16. Mai 1992 lautet der Titel in allen Dokumenten „Verdienter Künstler der Russischen Föderation“. Auch das Abzeichen erfuhr einige Änderungen: Die Aufschrift „RSFSR“ wurde entfernt und anstelle der Flagge der RSFSR von 1954 befand sich eine Trikolore auf dem Kranzband. Am Vorabend des Jahres 1996 wurde das Dekret des Präsidenten der Russischen Föderation Nr. 1341 erlassen, wonach neue Zeichen entwickelt wurden.